# Stemma di Reggio Calabria
Le origini della devozione a San Giorgio nella città di Reggio Calabria sono antichissime e risalgono all'inizio dell'XI secolo. Tutti gli studiosi sullo stemma della città di Reggio Calabria trattano dell'origine antichissima del culto del santo, delle tradizioni di gloria e religiosità circa il santo, della sua vita di cavaliere dalle singolari tenzoni col favoloso drago; nulla però che riguardi lo stemma cittadino vero e proprio, a parte discussioni e capricciose ipotesi su quello che potrebbe essere secondo l'una o l'altra descrizione, ma nessun riferimento figurativo ai capolavori del Carpaccio, del Giorgione, di Raffaello ecc. Nessun riferimento dunque a capolavori d'arte o a fonti storiche, tanto che all'esposizione di Firenze del 1861, si inviò uno stemma variopinto e grottesco prelevato da un quadro di una chiesetta rurale senza avere conoscenza dello stemma adottato ufficialmente dal comune dal 1600 in poi.

## Studi sull'origine
Il metodo di ricerca moderno ha usato una strada differente, chiedendo il riconoscimento di ciò che fu ed è nel "Gran Sigillo dell'Urbe Reggina"; non di ciò che si sarebbe foggiato in disegni, senza elementi storici ed araldici.
Infatti senza dubbio sin dal XVI secolo, Reggio che era città indipendente, autonoma e ligia solo alla monarchia per privilegi sovrani nonché libera dal feudalismo precipuamente per il diploma II Maggio 1465 di Ferrante d'Aragona), aveva nel suo sigillo la figura equestre di san Giorgio, col motto assonante quasi in rima:
(Attestazione del 17 marzo 1522, nel Reale Archivio di Stato di Napoli, Arche in carta bambagina)
Anche se le vicende degli archivi cittadini, per i terremoti del 1509, 1638 e 1783, e per le invasioni turche, non hanno lasciato molte tracce di documenti; dal 1757 troviamo con certezza adottato costantemente e definitivamente usato lo stemma che reca anch'esso la leggenda gloriosa:
derivazione accresciuta da quella del 1522 che ha la sua storia e la sua ragione ed è la intestazione degli atti dell'Università, della Corte locale e della Bagliva di Reggio, conservati nell'archivio di stato, roborati dal gran sigillo coll'arme cittadina.

## Testimonianze

Gonfalone della città

L'illustre storico reggino Domenico Spanò Bolani scrive:
Ed ancora scrive:

## Decreto di riconoscimento
Il decreto di riconoscimento dello stemma e del gonfalone del Comune di Reggio Calabria da parte del capo del governo è del 22 dicembre 1934:

Stemma:
(D.C.G. del 22/12/1934)

Gonfalone:
(D.C.G. del 22/12/1934)

### L'antico culto di san Giorgio
L'origine dell'antichissimo culto reggino a san Giorgio risale agli inizi dell'XI secolo ed è legato all'episodio che portò Reggio a infliggere una sconfitta ai saraceni che, occupata la vicina Sicilia, insidiavano le coste calabresi.
Nel 1086 il saraceno Bonavert di Siracusa sbarcò a Reggio distruggendo il monastero di San Nicolò sulla Punta Calamizzi e la chiesa di San Giorgio danneggiando le effigi dei Santi. Ma il Duca Ruggero Borsa contrattaccò e inseguì Bonavert, lo uccise in battaglia e conquistò Siracusa. Per questa vittoria i reggini adottarono san Giorgio a loro protettore, la leggenda popolare legata all'episodio di per sé reale vuole infatti che Ruggero sia stato assistito dal Santo contro Bonavert. Proprio a questo periodo corrisponde del resto la devozione della città a Giorgio, il "cavaliere dei santi, santo dei cavalieri".
L'arcivescovo Antonio Maria De Lorenzo documenta l'antichissima tradizione della città di Reggio nel culto verso il suo patrono san Giorgio, è scritto infatti che al santo furono dedicate molte chiese della città (San Giorgio di Sartiano in La Judeca, San Giorgio di Lagonia, San Giorgio intra moenia e San Giorgio extra moenia).
In particolare nella chiesa di San Giorgio al Corso, tuttora esistente nel cuore della città, con un solenne atto ai piedi dell'altare del santo patrono si chiudevano ogni anno le elezioni municipali. Pubblicate le liste elettorali al palazzo di città, venivano poi sorteggiati i consiglieri. Quindi tra questi si decidevano sei nomi che venivano chiusi dentro palline di argento e messi in borsette separate secondo i ceti, che a loro volta erano poste sull'altare di San Giorgio. L'ultimo giorno dell'elezione, dopo la messa dello Spirito Santo, avveniva per mano di un bambino l'estrazione dei tre sindaci che avrebbero governato per un anno il comune.
Nella chiesa di San Giorgio extra moenia (San Giorgio fuori le mura) ancora oggi esistente nel quartiere omonimo di San Giorgio Extra, è custodita un'icona del Santo.
Curioso è inoltre il legame del termine drago (legato all'iconografia di san Giorgio) con il greco draco ("serpente"), termine che designava la zona di Punta Calamizzi prima dello sprofondamento della stessa nel XVI secolo.

## Galleria fotografica sul culto reggino di san Giorgio

L'antico Gran Sigillo dell'Urbe Rhegina
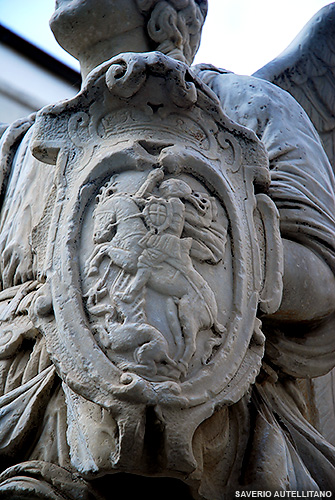
Scudo di san Giorgio che uccide il drago, particolare della Statua dell'Angelo Tutelare in piazza san Giorgio al corso
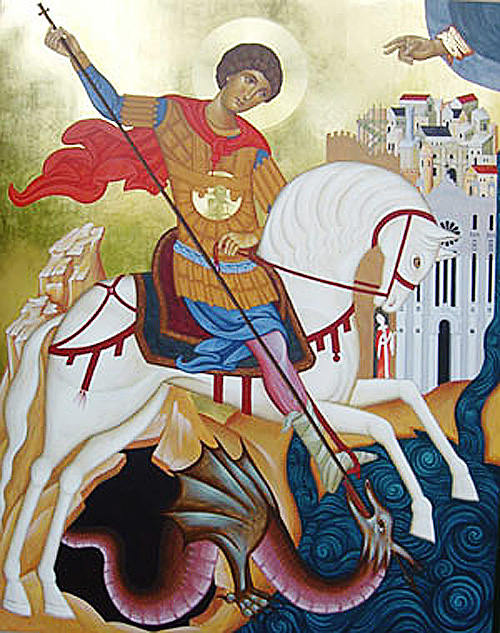
Icona di san Giorgio che uccide il drago con sullo sfondo il Duomo e la città di Reggio, custodita nella chiesa di san Giorgio Extra.